# São Vicente de Aljubarrota
São Vicente de Aljubarrota era una freguesia portuguesa del municipio de Alcobaza, distrito de Leiría.

## Historia
Fue suprimida el 28 de enero  de 2013, en aplicación de una resolución de la Asamblea de la República portuguesa promulgada el 16 de enero de 2013 al unirse con la freguesia de Prazeres de Aljubarrota, formando la nueva freguesia de Aljubarrota.

## Patrimonio
En el patrimonio histórico-artístico de la antigua freguesia destaca la iglesia parroquial de Sāo Vicente, construida en 1549, con un original pináculo o aguja en forma de tiara sobre la torre, y el pelourinho manuelino.